# Anien
Anien fue un cacique del valle de Coquimbo mencionado por Mariño de Lobera, el cual suele ser identificado como el apunchic o gobernador del wamani o provincia imperial de Coquimbo o Elqui, dentro del distrito sur de las tierras del incanato, el Collasuyo. El apunchic de Coquimbo habría gobernado desde aproximadamente 1482 hasta 1536. Se dice que fue elegido directamente por el emperador para ocupar este puesto.

## Registros escritos
A pesar de que este personaje ha pasado casi desapercibido en la historia de Chile, existen algunos registros de cronistas españoles del siglo XVI que dan cuenta de la existencia de un gobernador incaico en el valle de Coquimbo.
El sacerdote jesuita Diego de Rosales en su libro escrito en 1674 "Historia General del Reino de Chile, Flandes Indiano" señala:

“Llegaron al fértil y abastecido valle de Copiapó, en el cual tuvieron noticia que en el de Coquimbo, cuarenta leguas adelante estaba el Gobernador Inca, y pareciéndoles que allí estarían más seguros acordaron de irse a ver con él..

Mariño de Lobera en su "Crónica del reino de Chile" a su vez comenta:

“y aunque comúnmente le llamamos Coquimbo no le es en rigor; porque el valle que los naturales llamaban “Coquimbo” está adelante una legua rio arriba; y era el asiento donde residían los capitanes del rey del Perú, y la demás gente de guerra que con ellos estaba. Y allí tenían casa de fundición, donde fundían mucho oro, y sacaba de allí cerca suma de cristal, y muchas turquesas que labraban…”

"Ya queda dicho como en el valle de Coquimbo estaba un indio del Perú puesto por la mano de su rey Huaynacapac, por gobernador de aquel valle..."

“… el cual tenia en Chile dos gobernadores de aquel reino puestos por su mano , el uno en el valle del Mapuche, y el otro en el de Coquimbo…”

“Viendo los indios, que guiaban a estos españoles, que no habían hallado al ejercito que decían, dieron aviso al gobernador llamado Anien y a un cacique cuyo nombre es Maracondi tenido por ellos por hombre de muchas fuerzas y prudencia; los cuales haciendo junta general de sus principales, acordaron de matar a los tres españoles, así lo ejecutaron…”

## Administración
El gobernador incaico estableció su cabecera en el valle de Coquimbo, específicamente en el sector bajo, zona considerada de mayor importancia y con una alta predominancia Inca. Probablemente los incas situaron un centro gubernamental en este valle porque habían formado una alianza con los diaguitas o estos fueron quienes pusieron menor resistencia a la conquista en comparación a los nativos de Copiapó o los promaucaes del centro de Chile. Sumado a esto también existía en este valle una mayor mano de obra y una gran cantidad de recursos mineros disponibles (cobre, oro y plata).

### Dualidad política del Valle
Se presume que la tradición política andina de dividir los valles en dos zonas, el alto y el bajo, se origina antes de la conquista inca, pero es en la época que los cusqueños logran dominar la zona del norte chico y centro de Chile que esta costumbre se profundiza. Es así como el valle de Coquimbo estuvo dividido en dos zonas, la baja (Coquimbo), donde se encontraba el gobernador más importante o el grupo "invasor" y la alta (Elqui) donde era desplazado el grupo humano derrotado o asimilado a la cultura inca. Elqui es el nombre que se utiliza para designar el valle en la actualidad.
Hacia el sur de este valle existen otros ejemplos de esta tradición. El valle del Aconcagua se dividía en dos partes. Michimalonco gobernaba la parte alta y Tanjalonco la baja. Hacia el norte, en Copiapó, Aldequín habría señoreado la parte baja del valle y Guanelica la alta.

## Muerte

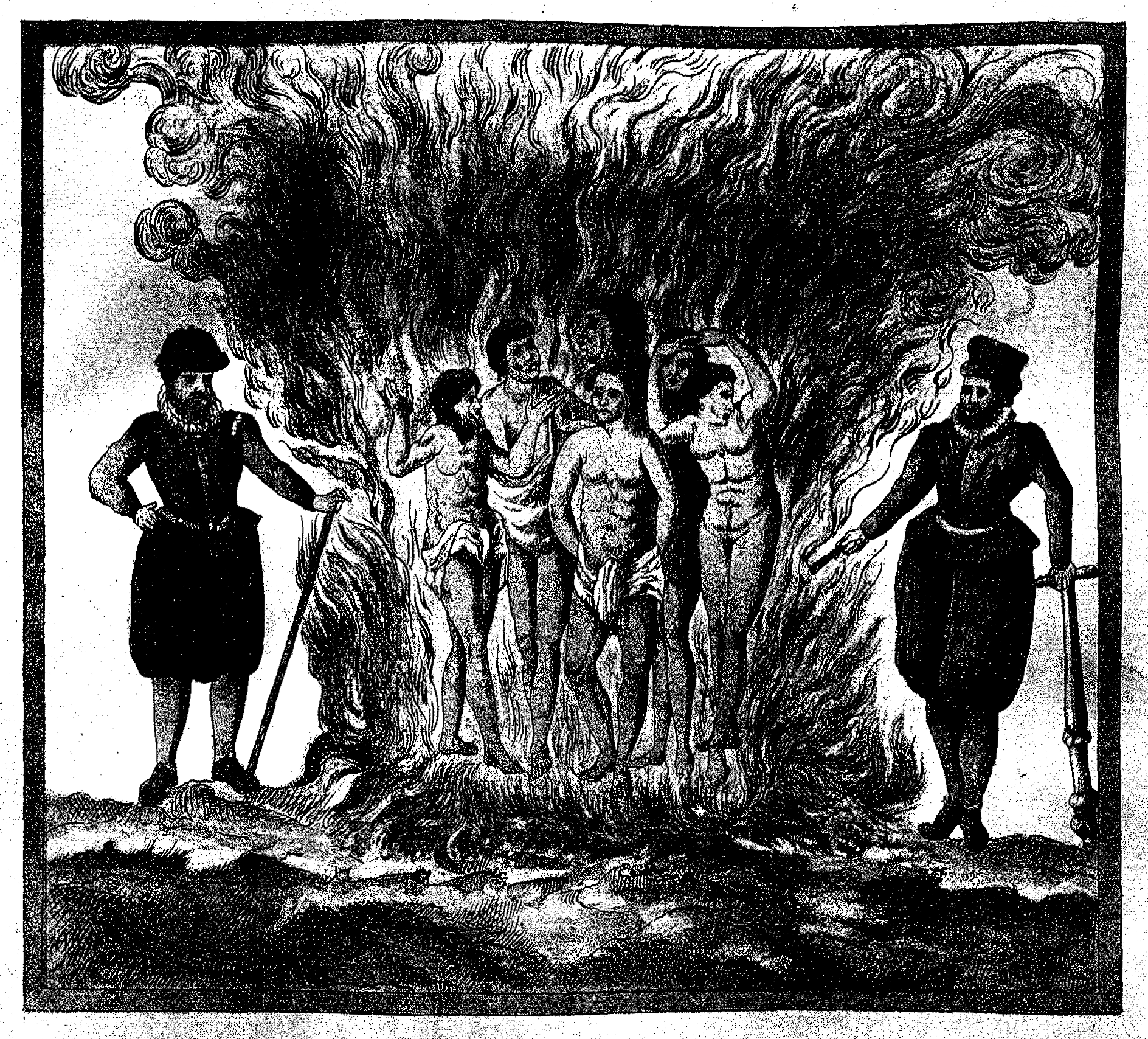
Españoles llevando a indígenas a la hoguera.

En 1536, los treinta y seis jefes locales de Coquimbo fueron quemados en la hoguera por Diego de Almagro en represalia por el asesinato de tres españoles exploradores (Juan de Sedizo, Antonio Gutiérrez y Diego Pérez del Río) que antecedían la primera expedición española hacia Chile. Solo uno de los caciques fue perdonado, por petición de Paullu Inca, debido a que era un «indio muy noble, y extraordinariamente afecto a los españoles».

## Registros arqueológicos
A ciencia cierta, aún no se esclarece el periodo en que el valle de Coquimbo estuvo bajo la influencia de los incas, pero se estima que superó los 50 años. Considerando este periodo a la fecha de 1995 todavía se podía encontrar un gran número de registros materiales asociados a esa cultura. Según Ruben Stehberg en su investigación "Instalaciones incaicas en el norte y centro semiárido de Chile" se pudo identificar en el valle de Coquimbo (Elqui) y la cuenca de Santa Gracia un establecimiento minero en el cerro Brillador, a lo menos cuatro cementerios en la parte baja del Valle del Elqui, dos campamentos mineros y un poblado.